# Ključ (ort i Kroatien, Varaždin)
Ključ är en ort i Kroatien.   Den ligger i länet Varaždin, i den nordöstra delen av landet, 50 km nordost om huvudstaden Zagreb. Ključ ligger 214 meter över havet och antalet invånare är 985.
Terrängen runt Ključ är kuperad söderut, men norrut är den platt. Runt Ključ är det ganska tätbefolkat, med 83 invånare per kvadratkilometer. Närmaste större samhälle är Varaždin, 15,2 km norr om Ključ. I omgivningarna runt Ključ växer i huvudsak lövfällande lövskog.